# Regel van Bredt
De regel van Bredt is een empirische regel in de organische chemie die stelt dat een dubbele binding nooit geplaatst kan worden aan het bruggenhoofd van een gebrugd systeem, tenzij de ring groot genoeg is. De regel werd vernoemd naar de Duitse scheikundige Julius Bredt, die hem in 1924 voor het eerst formuleerde.

## Voorbeeld
Een illustratief voorbeeld van de regel van Bredt is norborneen, waarvan slechts 1 structuurisomeer (1) kan voorkomen. De andere twee structuren (2 en 3) zijn geometrisch gezien verboden en kunnen dus ook niet gevormd worden (het betrokken bruggenhoofd is in het rood gemarkeerd):

## Oorzaak en implicaties
De regel van Bredt is een gevolg van het feit dat een dubbele binding aan een bruggenhoofd te veel ringspanning zou veroorzaken. Het is vergelijkbaar met een trans-alkeen in een ring: dit is onmogelijk voor ringen tot 8 koolstofatomen. Enkel wanneer de ring voldoende groot is en de geometrie het dus toelaat, is een dergelijke dubbele binding bestendig. Een kleine ring, zoals in norborneen, veroorzaakt danig veel ringspanning, omdat het koolstofatoom (dat in wezen sp2-gehybridiseerd en dus vlak is) geen planaire geometrie kan aannemen door de aanwezigheid van de brug. Met andere woorden: de orbitaalsymmetrie van het systeem laat de vorming van een dubbele binding niet toe.

### Eliminatiereacties
Het gevolg van de regel van Bredt is dat het in bepaalde gevallen mogelijk is om de uitkomst van een eliminatiereactie te voorspellen. Zo levert de eliminatie van gebromeerd norbornaan enkel norborneen (1) en niet diens isomeer (2) op:

### Carbokationen
Verder kan de regel gebruikt worden om reactiemechanismen op te helderen die via carbokationen als reactief intermediair verlopen. Een carbokation impliceert dat het betrokken koolstofatoom trigonaal planair is. Een bruggenhoofd van een klein gebrugd systeem kan dus nooit een carbokationcentrum worden, zoals geïllustreerd wordt door het volgende norborneenderivaat:
Het gevolg is dan ook dat onder toevoeging van een bepaald nucleofiel reagens geen substitutie (via een SN1-mechanisme, omdat een SN2-reactie geometrisch gezien onmogelijk is) zal waargenomen worden: het initiële alcohol zal nog steeds aanwezig zijn, omdat het carbokation zich niet kan vormen.

## Anti-Bredt-verbindingen
Een anti-Bredt-verbinding is een molecule waarin een dubbele binding of een kation aan een bruggenhoofd wel stabiel wordt bevonden (weliswaar onder bepaalde omstandigheden). Een voorbeeld van een kationverbinding is 2-chinuclidoniumtetrafluorboraat, dat in 2006 werd gesynthetiseerd.
Verbindingen met gebrugde dubbele bindingen zijn enkel bekend bij grotere ringsystemen. Voor een algemeen bicyclo[x.y.z]alk-1-een geldt dat deze stabiel is wanneer de som S = x + y + z groter of gelijk is aan 7. Zo is onderstaande structuur A stabiel (omdat S = 7), terwijl B onstabiel is (omdat S = 6):